# Tour des Finances
Der Tour des Finances (niederländisch Financietoren, deutsch Finanz-Turm) ist ein Wolkenkratzer im Quartier Nord der belgischen Hauptstadt Brüssel. Konzipiert wurde er von den Architekten Hugo Van Kuyck, Marcel Lambrichs und Léon Stynen. Mit einer Höhe von 145 m ist er das zweithöchste Gebäude in Belgien nach dem Tour du Midi.

## Geschichte
Der Finanz-Turm ist Teil eines Planes, die Verwaltung des Staates zu vereinfachen. Ziel war es, die Verwaltungen des Staates zu gruppieren, um somit die Produktivität zu erhöhen. Der Standort wurde vor allem wegen der Nähe zum Hauptbahnhof gewählt.
Der Turm befindet sich auf einer Stelle mit einem Höhenunterschied von mehr als 13 Metern. Von 1968 bis 1972 wurden bis in einer Tiefe von 26 Metern Grund- und Strukturanalysen durchgeführt um die Stabilität des Bauwerks zu gewährleisten. Des Weiteren erschwerten der wässerige Lehmboden und der Bahntunnel der Nord-Süd-Verbindung die Bauarbeiten an dem Gebäude. Ende 1983 konnte der Turm dann schlussendlich eröffnet werden. Die Außenhaut des ehemaligen Aufzugskerns, der sich bis zur Renovierung im Jahre 2005 an der Außenseite des Gebäudes befand, sollte eine Marmorfassade erhalten, diese Idee wurde aber wegen zu hoher Kosten verworfen.
Es können bis zu 4600 Angestellte in dem Gebäude arbeiten.
Vor dem Eingang des Gebäudes steht eine Skulptur, die in der belgischen Bevölkerung leichte Kontroversen auslöste, da sie zwei Frauen zeigt, die sich nackt umarmen.

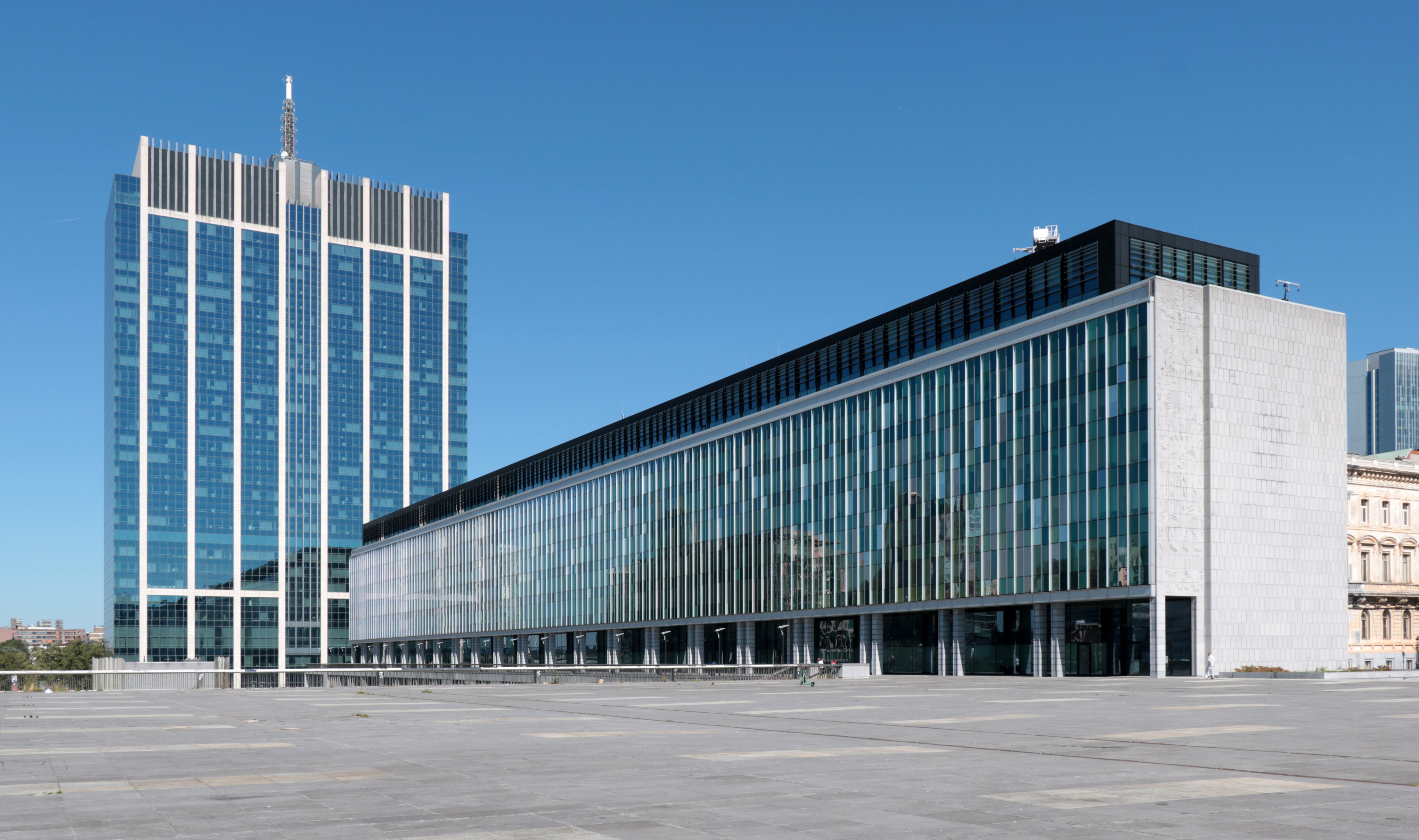

## Weblinks

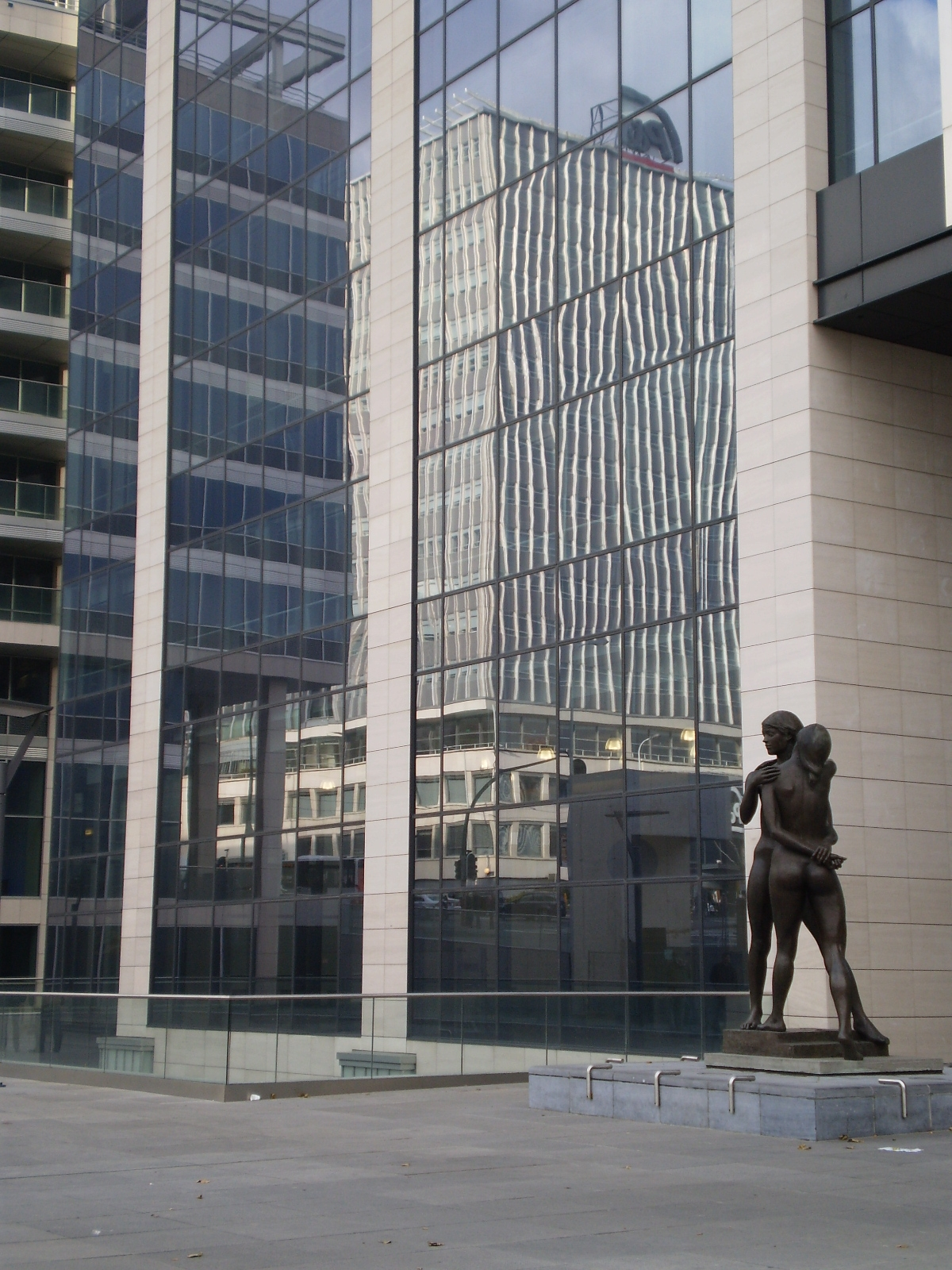
Der Eingang des Gebäudes mit der Skulptur im Vordergrund
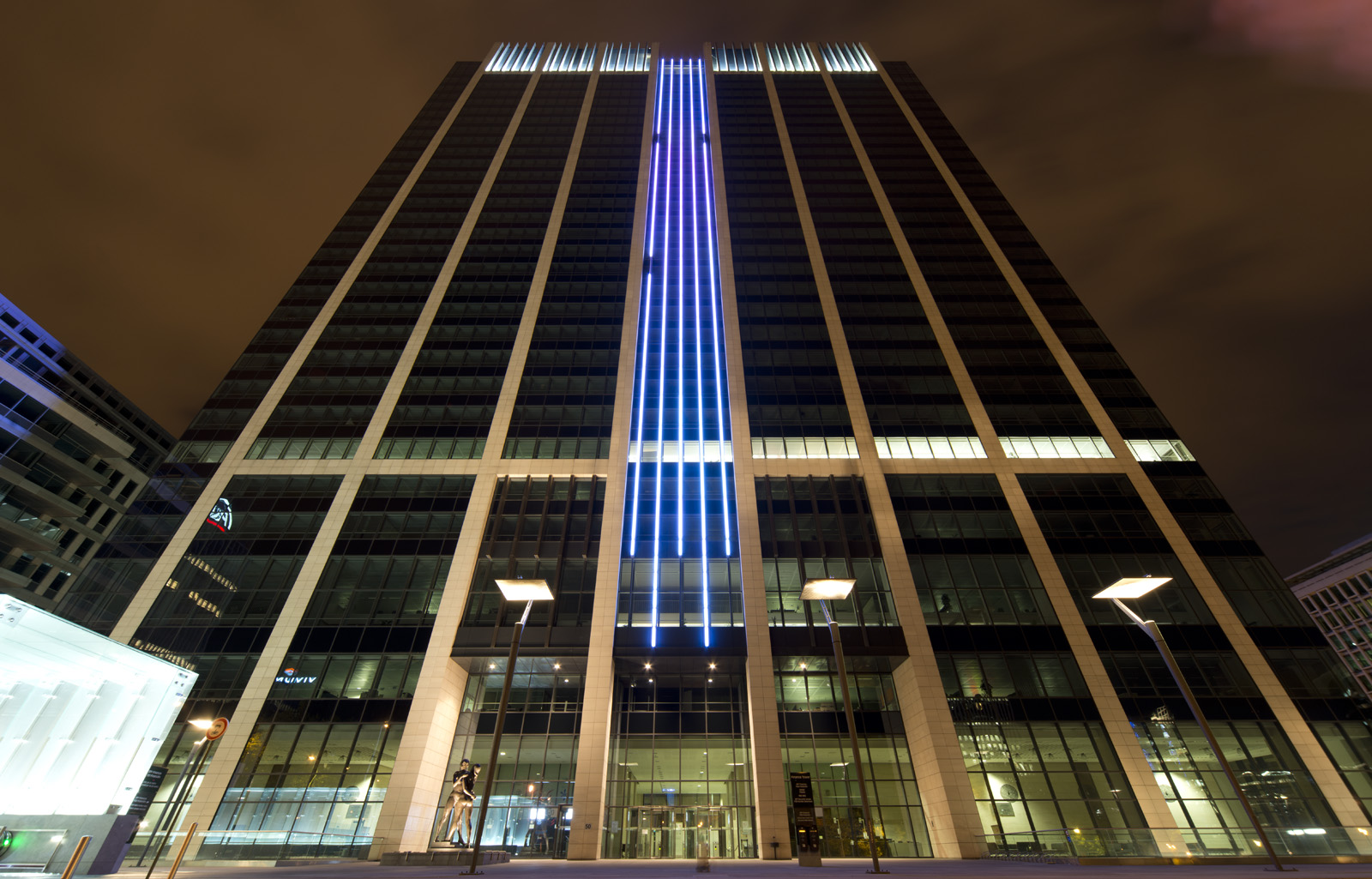
Der Turm bei Nacht